# Salines de Salins-les-Bains
Les salines de Salins-les-Bains sont un ensemble de deux anciennes salines situées à Salins-les-Bains, dans le département du Jura, en France. Site de production industrielle de sel ignigène, elles sont avec les salines de Lons-le-Saunier parmi les plus anciennes connues, en activité depuis environ 7 000 ans.
Fermées en 1962, elles sont la propriété de la commune de Salins-les-Bains depuis 1966, et un site touristique inscrit depuis 2009 sur la liste du patrimoine mondial de l'UNESCO en complément de la saline royale d'Arc-et-Senans.
Site d'exploitation du sel ignigène (évaporation de la saumure par le feu) parmi les plus anciens connus, les salines de Salins-les-Bains illustrent l'histoire des techniques de fabrication du sel, l'« or blanc », à partir du captage de sources d'eau salée durant près de 7 000 ans. Les salines de Salins-les-Bains accueillent environ 70 000 visiteurs chaque année,.

## Histoire
Le sel est exploité à Salins depuis le Néolithique (histoire du sel du Jura) et l'existence de salines dans la ville est attestée depuis le haut Moyen Âge. Elles exploitent déjà le banc de sel enfoui à 250 mètres de profondeur.
Les salines étaient alimentées par des sources auxquelles il était donné le nom de « puits », l'eau salée qui en provenait était nommée « muire ». Les puits étaient situés sur la rive droite de la rivière la Furieuse et en dessous du niveau de son lit. Chacun d'eux offrait plusieurs sources, d'eau douce ou d'eau salée, très proches les unes des autres.
Au Moyen Âge, la moitié des profits que le Duché de Bourgogne tire de la Comté provient de la grande Saline où 3 000 tonnes de sel sont extraites chaque année. 800 à 1 000 ouvriers sont mobilisées pour assurer l'approvisionnement du bois nécessaire au chauffage de la saumure et pour manutentionner le sel ignigène.
À partir du XIIe siècle, Salins, alors divisé en deux bourgs, exploite trois salines :
- Au Bourg-dessus, la grande Saline (grande Saunerie), avec le puits d’Amont (Grand puits), et le puits à Gré, est partagée entre une centaine de propriétaires rentiers, puis elle devient la propriété quasi exclusive des comtes de Bourgogne en 1237, quand Jean de Chalon-Arlay acquiert la baronnie de Salins. Entre les deux puits, est construite, au XIIIe siècle, une galerie souterraine de 165 mètres de long, haute de 6 à 7 mètres, voûtée en berceau, ponctuée d’arcs-doubleaux, dont le canal central (dit du Cicon) permet l'écoulement vers la Furieuse des eaux douces provenant de la roue hydraulique.

- Au Bourg-dessous, la petite Saline (puits à Muire), est la propriété de 27 établissements religieux et 134 laïcs, parmi lesquels le comte de Bourgogne, qui perçoivent les bénéfices commerciaux. L’exploitation est confiée à des « moutiers » ou officiers qui dirigent la fabrication du sel.
- Entre ces deux salines, une plus petite se développe : la Chauderette de Rosières. Tributaire de la grande Saline pour la saumure, elle appartient aux abbayes cisterciennes de Rosières (Jura) et  Cîteaux (Côte d’Or).

Au XVIe siècle, la Comté passe sous la domination des Habsbourg et Nicolas Perrenot de Granvelle, garde des Sceaux de Charles Quint, est nommé officier supérieur de la saline en 1534.
En 1601, la saline n’est plus gérée directement par ses propriétaires, mais est confiée en fermage à un entrepreneur (amodiateur) pour une durée de 7 puis 9 ans.
Grâce au rachats successifs des parts des autres rentiers, les salines peuvent être unies dans une seule et même administration au XVIIe siècle.
L'exploitation du sel de Salins devenant de moins en moins productive et la nécessité de disposer de grandes ressources de bois pour les chaudières conduisent au grand projet de la saline royale d'Arc-et-Senans construite entre 1775 et 1779 près de la forêt de Chaux. La saumure de Salins est acheminée par un saumoduc de 21 km. L'exploitation à la Saline royale commence en 1779 et s'achève en 1895.

### Petite et grande salines
Le « puits à Muire » était le plus important et le plus ancien des trois puits, il était aussi nommé « petite saline ». Pour l'exploiter il avait fallu creuser jusqu'au rocher d'où jaillissaient les sources. Le fond, revêtu d'une paroi en pierres de taille, était occupé par des « récipients » et des « aisances ». C'était à cet endroit que les eaux salées et les eaux douces étaient séparées, ces dernières étaient envoyées par un canal jusqu'à la rivière.
Le « puits à Gré » et le « puits d'Amont » étaient nommés aussi « grande saline », un canal en recevait les eaux douces et les conduisait jusqu'au canal de la « petite saline ».
L'époque de construction des salines n'est pas connue, la tradition l'attribue au comte Aubry Ier de Mâcon, seigneur de Salins au Xe siècle. Toutefois, aucun titre ne les mentionne avant le XIIIe siècle. Au IXe siècle, l'abbaye territoriale de Saint-Maurice d'Agaune en Valais obligeait les hameaux des alentours à apporter jusqu'aux portes de la saline le bois qu'il lui était nécessaire, ce qui démontre que l'extraction par le feu était connue à cette époque. Les deux salines étant indépendantes l'une de l'autre, le prix du bois variait, aussi il était courant que la grande saline fasse des donations de « muire » (eau salée) à des abbayes à la condition qu'elles leur fournissent le bois. Plus tard les comtes de Bourgogne, propriétaires d'une grande partie des salines, les mettaient en amodiation et obligeaient les propriétaires des bois environnants à vendre leurs coupes aux amodiateurs.
Les deux salines comprenant les bâtiments nécessaires à l'exploitation, les chaudières et les réservoirs d'eau salée étaient fermées depuis le Moyen Âge par des enceintes.

### Puisage et extraction
Jusqu'en 1750 les eaux salées étaient puisées au moyen d'une noria (parfois appelée chapelet). Ce procédé était déjà utilisé au XVe siècle car dans un procès datant de 1440 on accusait le distributeur des eaux salées de « favoriser ceux qu'il lui plaisait, en faisant ou laissant tourner un tour ou deux à leur profit, le cheval qui tire la muire », au XIIIe siècle il était utilisé comme expression « traire les muires par les cuves » (« trahere per cuvas »). Ce système a été abandonné pour être remplacé par des pompes utilisant la force du courant de la Furieuse, ce mécanisme était l'œuvre de Vincent Bébian, charpentier à Gy.
Les eaux salées étaient dirigées vers un réservoir en pierre de taille, garni à l'extérieur de terre glaise ; une pompe aspirait les eaux et les distribuait dans trois « bassins d'approvisionnement » placés près des chaudières. Ces chaudières, appelées aussi « poêles », étaient composées de bassins de forme ovale en fer battu et riveté, d'une capacité de 273 hectolitres. Ils étaient suspendus par 96 barres de fer, nommées aussi « chaînes », accrochées à de grosses poutres transversales. Sous chaque chaudière était creusé un fourneau de même surface, une porte en fer permettait de l'alimenter en combustible (du bois ou de la houille) et d'en retirer les cendres ; deux regards, de part et d'autre de la porte, permettaient de surveiller qu'il n'y ait pas de fuites d'eaux nommées Sclotage.
L'emplacement du bâtiment d'une chaudière était appelé une « berne » ou aussi « bagerna » et « baderna ». Le nombre de « bernes » avait beaucoup varié, il y en existait trois à la petite saline et étaient nommées « Ducreux », « Balerne » et « Poupet ». Jusqu'en 1750 la grande saline en avait compté jusqu'à 21, mais à cette date le conseil d'État les réduisaient à 7 puis à 5 en 1805 constituant le « grand » et le « petit Bief », elles étaient nommées « Chatelain », « Comtesse », « Glapin », « Martenet » et « Beauregard. »
L'eau salée était chauffée jusqu'à ce qu'elle s'évapore laissant le sel au fond de la « poêle », ce temps de chauffe était appelé une « cuite » et durait en général 17 à 18 heures. Dans le même temps était faite la cuite du poêlon qui se terminait 3 ou 4 heures avant. À mesure que le sel se formait au fond de la « poêle », il était retiré et placé sur des plans inclinés où il s'égouttait pendant 6 à 8 heures, il était ensuite prêt à être consommé. Les pains de sel pesaient entre deux livres et demi à trois livres et demi, ils étaient réunis par lots de douze pains ce qui composait une « benâte » et quatre « benâtes » formaient la « charge ». Cette manière de compter avait été mis au point au XIIIe siècle, à cette époque le seigneur de Salins, qui était de la maison de Chalon-Arlay, faisait des donations et dans les actes il était question de « salignon », de « charge », d'« actuelles », de « bichets », de « sel trié », de « benâtes » et de « benâtiers ». Des titres de la chambre des comptes de Dole disaient en 1243 : « Cum dominus Galcherus Salinensis dedisset fratribus Montis-Benedicti (Montbenoit) duos bichetos salis in unaquâque hebdomadâ… volumus eos solvi ad mensuram quœ modo est apud Salinas » ; en 1250 : « Nous donnons à l'église de Mouthe six charges de grand sel, pour les 60 bichots de sel trié qu'elle avait en notre puits par aumône du seigneur de Brancion (Château de Brancion) et de sa femme » et en 1256 : « Pour six rasiaux de sal que le couvent de Balerne avoit par semaine en notre puits de Salins, nous lui avons donné deux bouillons en fer et en muire, à faire de lor bois ».

### Les chauderettes de Rosière
Au fil des siècles le comte de Bourgogne, en qualité de propriétaire principal de la manufacture, fixait les règlements, les poids et les modes de vente du sel. Il chargeait son conseil de la grande saline de fixer le prix du sel ; ce conseil était composé de ses officiers, le directeur se nommait le « pardessus » et parmi les autres postes il y avait le « portier » et le « trésorier ». La « petite saline » était la propriété de plusieurs particuliers, qui plus tard prenaient le titre de « seigneurs rentiers », leurs portions étaient nommées « meix », un meix était composé de trente « seaux », en 1269 il y avait 59 meix dans cette exploitation. Les « seigneurs rentiers » étaient des abbés, des prélats, des bourgeois mais aussi des communautés religieuses. Le sel que ces particuliers extrayaient devait être mis en pain, il était nommé « sel Lombarde » ou « sel Place » ou « sel du Bourg-Dessous ». Il pouvait être vendu dans une zone allant de Chambonoz à Nans, Éternoz, Vuillafans, Valdahon, Ville-Dieu, Passavant, Dambelin et Pont-de-Roide-Vermondans et en aval de cette ligne jusqu'à la Saône.
La « grande saline » comptait deux manufactures, les « chauderettes » avaient été données par les seigneurs de Salins à L'abbaye Notre-Dame de Rosières et prenaient dès lors le nom de « chauderettes de Rosière », c'était pourquoi on appelait le sel qui en sortait : « sel de Rosière ». En 1249 l'abbaye aliénait celles-ci au profit du seigneur Jean Ier de Chalon qui à son tour les transmettait à plusieurs chevaliers tels que les Layer, les Enguerrand, les Delisle, les Aresches, les Monnet… Leurs descendants se regroupaient pour prendre le titre de « seigneurs communaux de la grande saline » et en 1363 cette société achetait pour 1 000 livres estevenants une place et des bâtiments à Salins, rue de Surin, appelés « salle des seigneurs de Châlon ». Cette société percevait sur les deux puits de la « grande saline » la quantité d'eau ayant appartenu à l'abbaye, le pain de sel qui en était façonné devait peser trois livres et pouvait être vendu en concurrence avec celui du puits à muire (ou « petite saline »). Le sel fabriqué dans la « grande saline » pour le profit du comte était de forme et de poids différents, il était appelé « sel d'amont » ou « sel bouchet » ou encore « sel de porte ».

### Procès et pains de sel
Au fil du temps les « seigneurs rentiers », qui possédaient la « petite saline », furent tentés de vendre leur sel en dessous du prix fixé par le conseil du comte. Tant et si bien qu'en 1440 plus personne n'achetait le sel de la « grande saline », elle fut « réduite à perdre des muires qui auraient pu donner six mille charges de sel, estimées valoir plus de 2 000 francs ». L'année suivante les pertes auraient été encore plus grandes si le duché de Savoie n'eut acheté pour 10 000 charges de sel à la « grande saline ». Devant les abus le parlement de Dole était saisi et condamnait plusieurs particuliers à des amendes de 3 000 francs pour ne s'être pas conformés aux prix fixés et à 2 000 francs pour avoir souvent « amoindri les salignons ». À la fin du XVIe siècle, le gouvernement devenait propriétaire de l'ensemble des salines. Les états de Franche-Comté, étaient alors les seuls décideurs du prix du sel et de la quantité livrée à l'empereur.
Il y avait plusieurs sortes de sel : le « sel extraordinaire » ou « sel de Rosière », en pains de trois livres, le « sel ordinaire » en pains de deux livres et demi et trois livres et demi et le « sel de porte » en pains de deux livres et dix onces. Seuls les cantons suisses recevaient du sel en grains.

### Propriétaires
En 1790, la saline de Salins intègre la régie nationale des Salines domaniales de l'Est possède le monopole de l'exploitation du sel gemme de Franche-Comté. En 1840, le marché du sel est libéralisé et la saline est vendue aux enchères en 1843. Le projet de rachat et de regroupement des trois salines de Montmorot, Salins-les-Bains et Arc-et-Senans en une Société anonyme des anciennes salines royales de l’Est par Jean-Marie de Grimaldi avec des capitaux espagnols est refusée par le Conseil d'État en 1847 en 1855, craignant une monopolisation du marché privé. En 1862, la Société anonyme des anciennes salines domaniales de l'Est voit finalement le jour et forme avec d'autres sociétés le cartel du « syndicat de Nancy » qui achète la saline de Salins.

### Aujourd'hui
Elles poursuivent leur activité industrielle de façon presque ininterrompue jusqu'en 1962, date de leur fermeture, et sont rachetées par la commune quatre ans plus tard. Elles comprennent aujourd'hui de vastes galeries souterraines et en surface : la salle des poêles, le magasin des sels et l'ancienne maison du grand puits. Ces galeries abritent des mécanismes de pompage d'eau salée encore en fonctionnement. On capte toujours une saumure (désormais employée au salage pour le déneigement des routes l'hiver) qui contient 330 grammes de sel par litre d'eau (en comparaison un litre d'eau de mer n'en contient que 30 à 40 grammes) dans les souterrains.
Depuis 1854 l'eau salée du « Puits à Muyre » alimente les premiers thermes de Salins-les-Bains. En 1994 l'eau salée du « Puits des Cordeliers » alimente également les thermes. 
Si les fortifications ne sont pour l'essentiel plus visibles, les bâtiments d'exploitation occupent encore un large espace urbain au cœur de la ville qui ont été rénovés et dotés d'un « musée du Sel » depuis mai 2009.
Alors que le site est inscrit sur la liste indicative depuis 2002, les salines de Salins-les-Bains ont été reconnues patrimoine mondial par l'Unesco le 27 juin 2009, inscription en extension de celle de la saline royale d'Arc-et-Senans, inscrite depuis 1982.

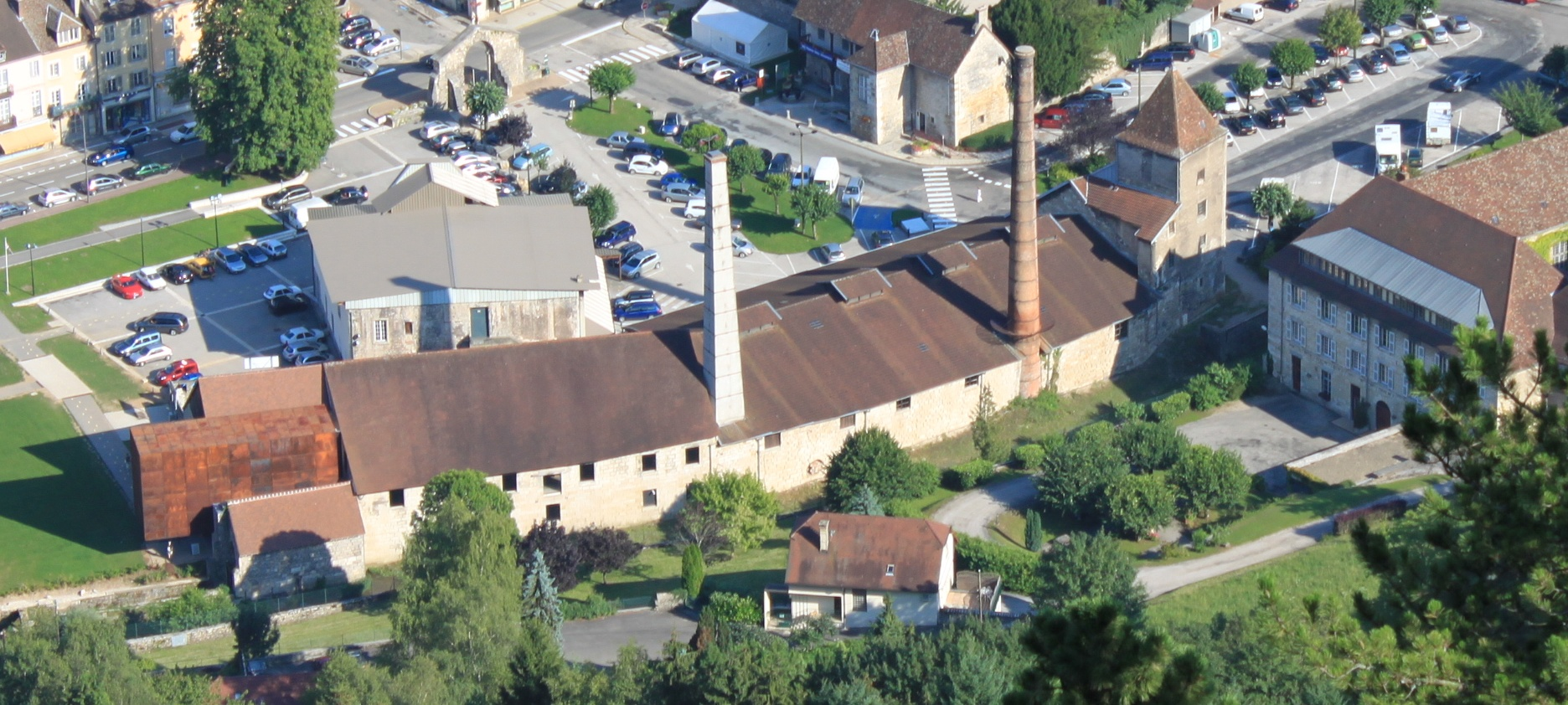
Vue des bâtiments depuis le fort Saint-André
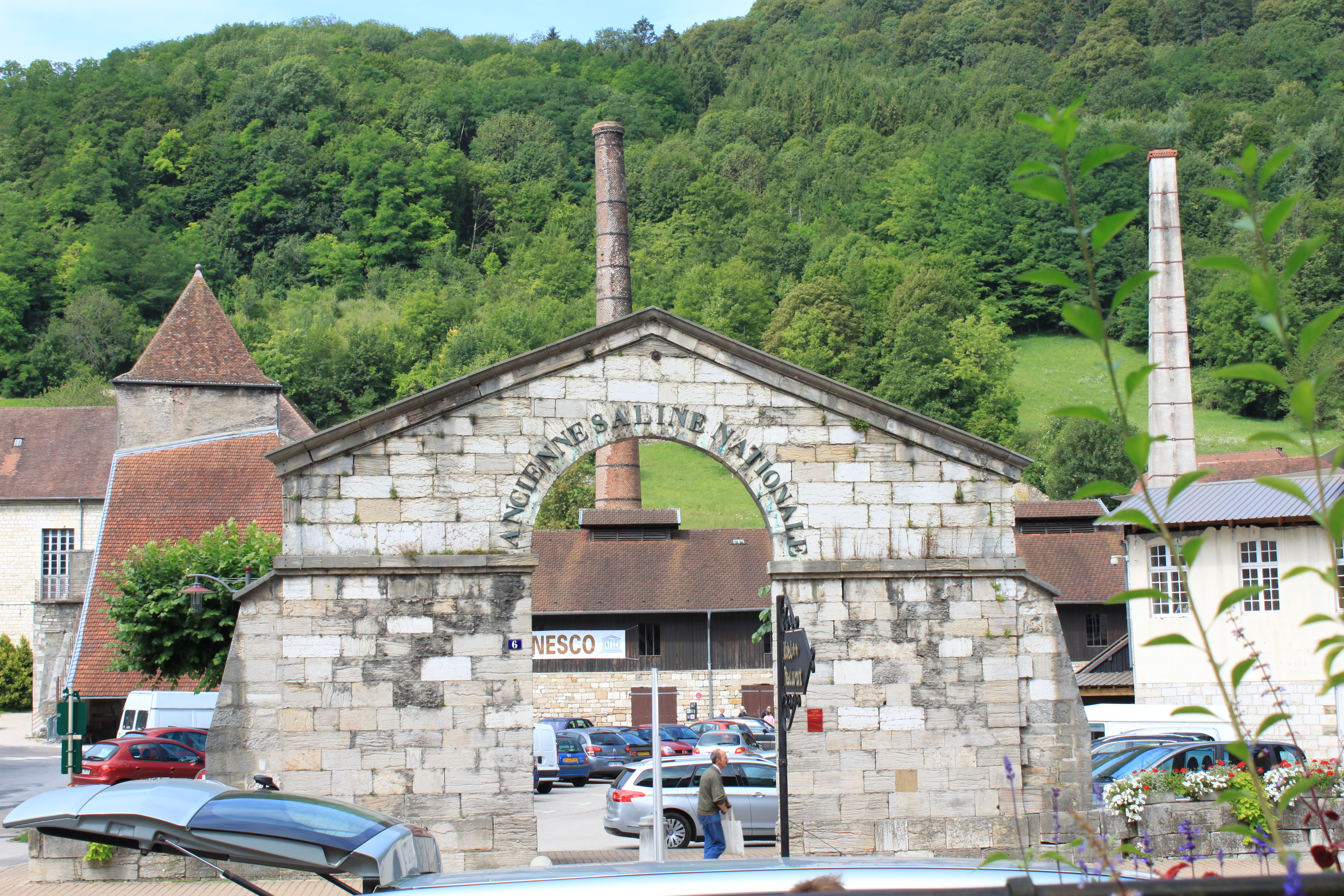
Portail d'entrée de la saline (19e)
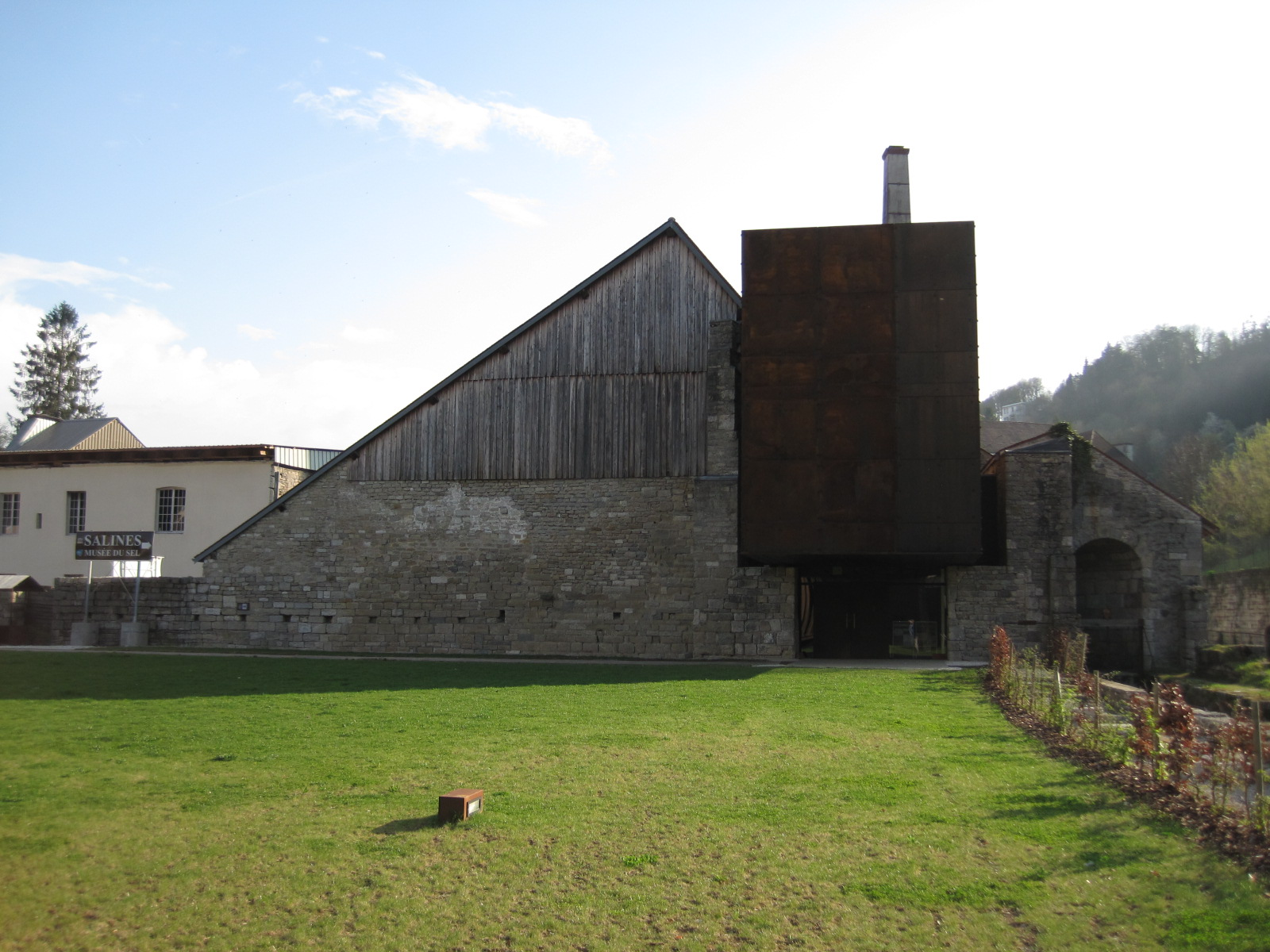
Entrée du musée
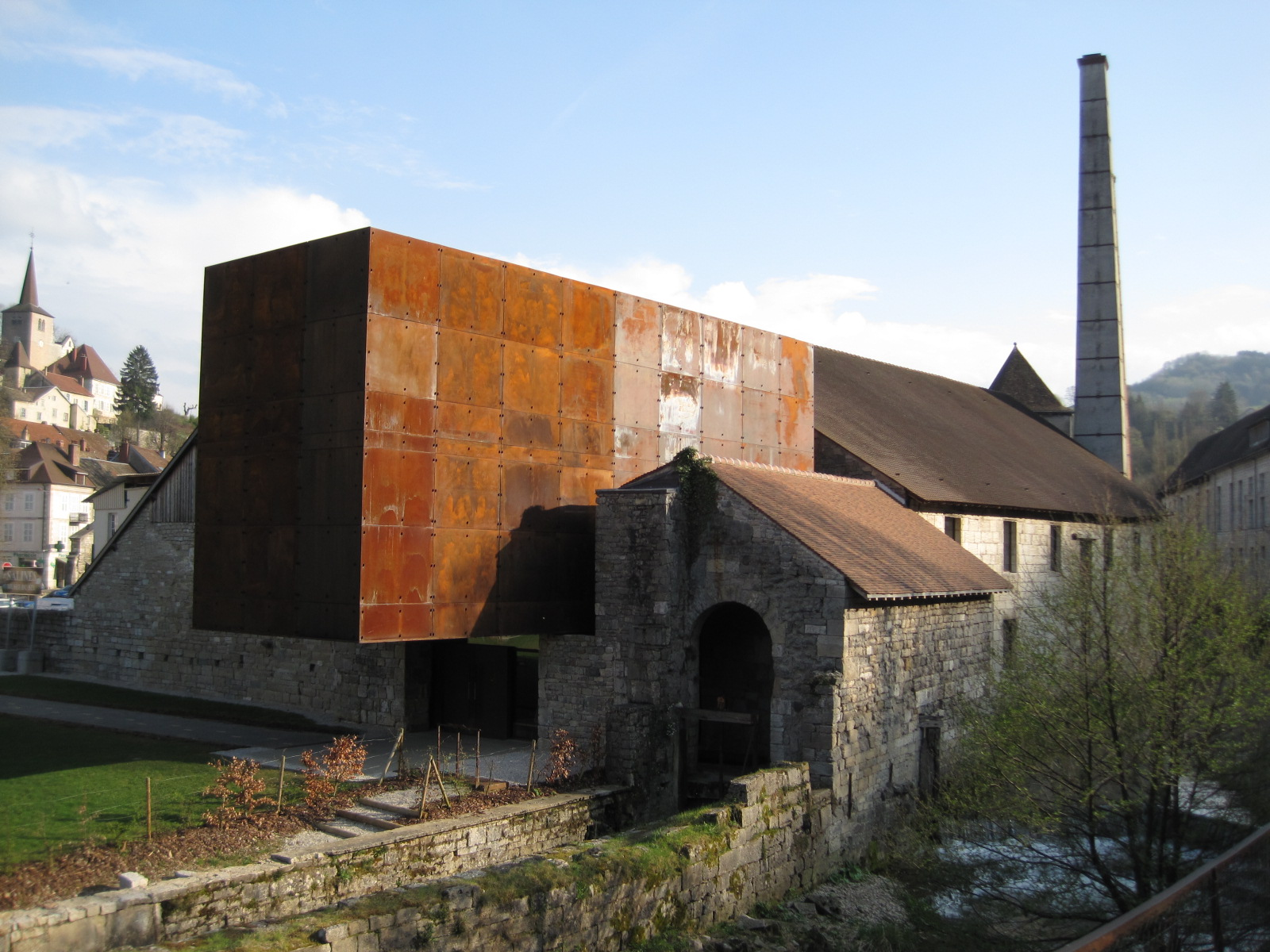
Entrée du musée vu depuis la furieuse
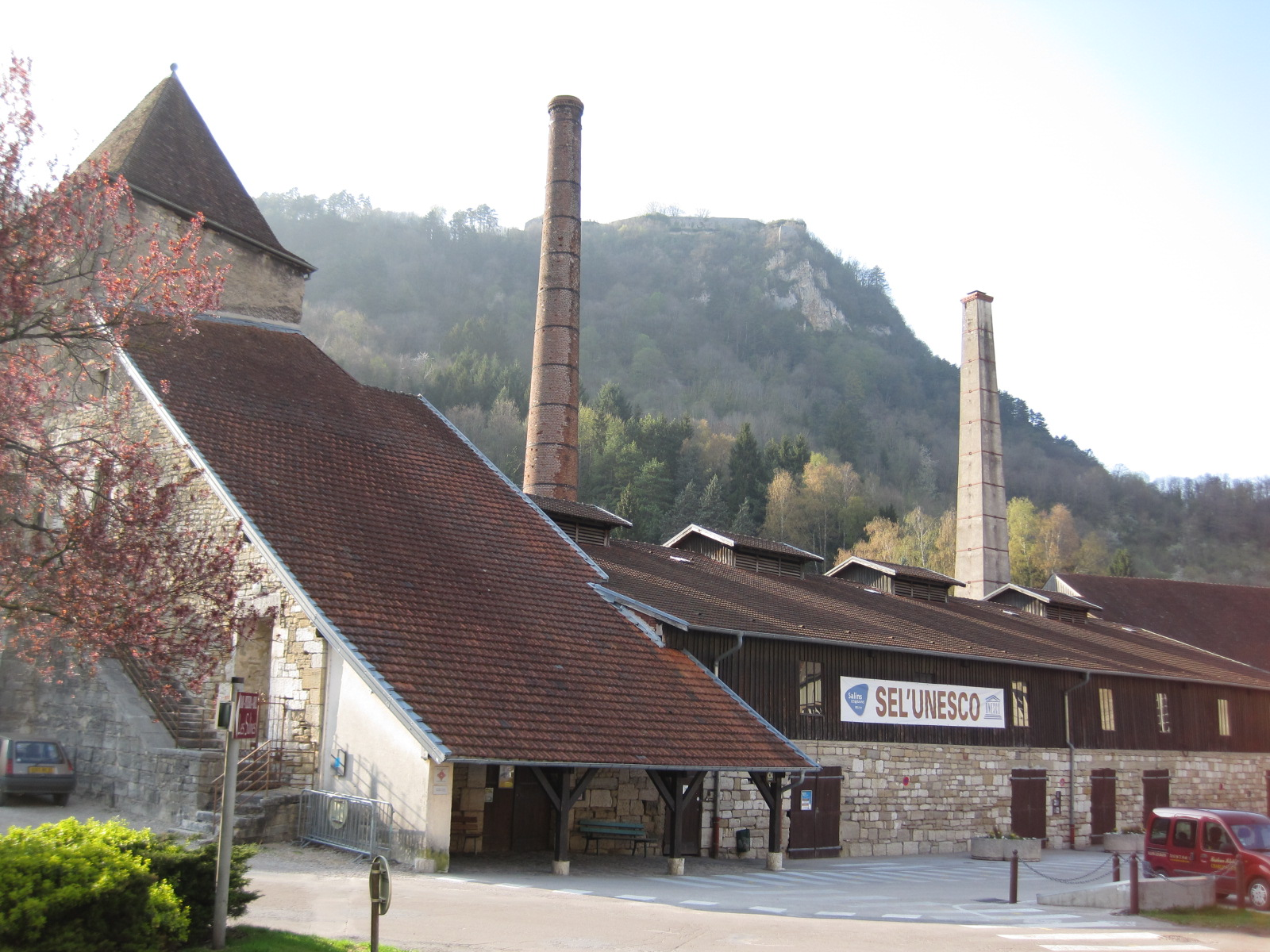
Tour du reculoz et bâtiments d'évaporation
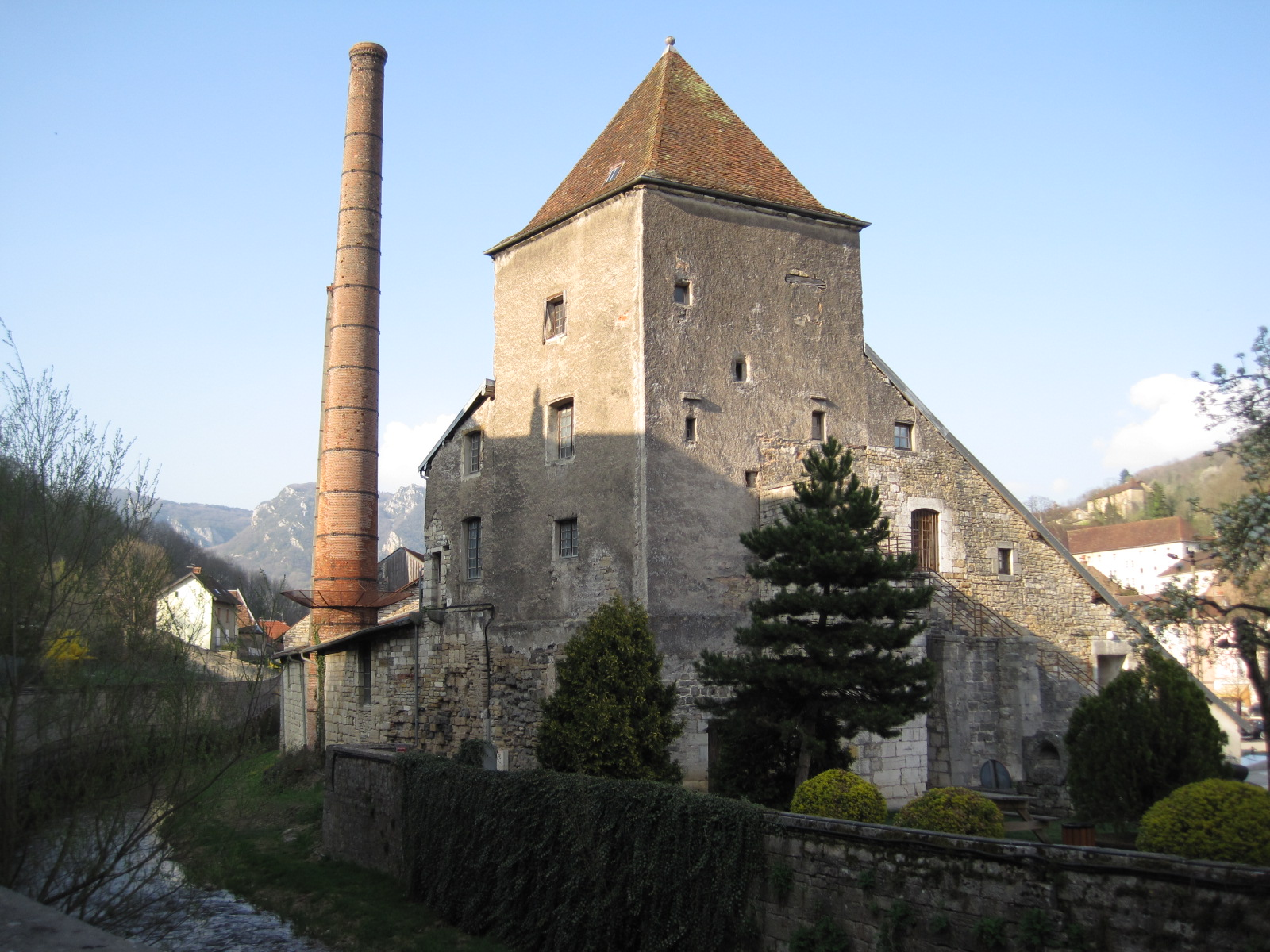
La tour du reculoz
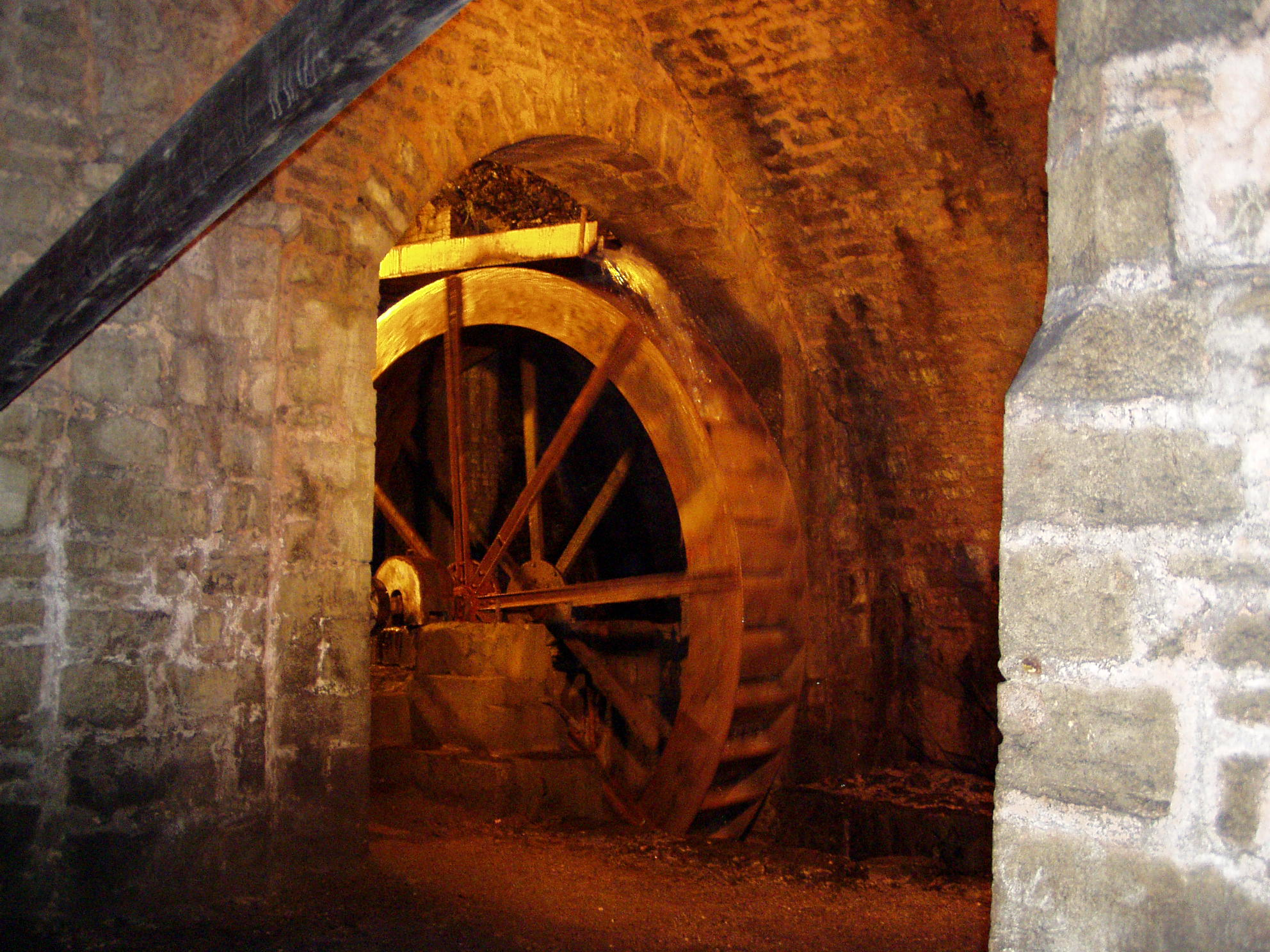
La roue à augets
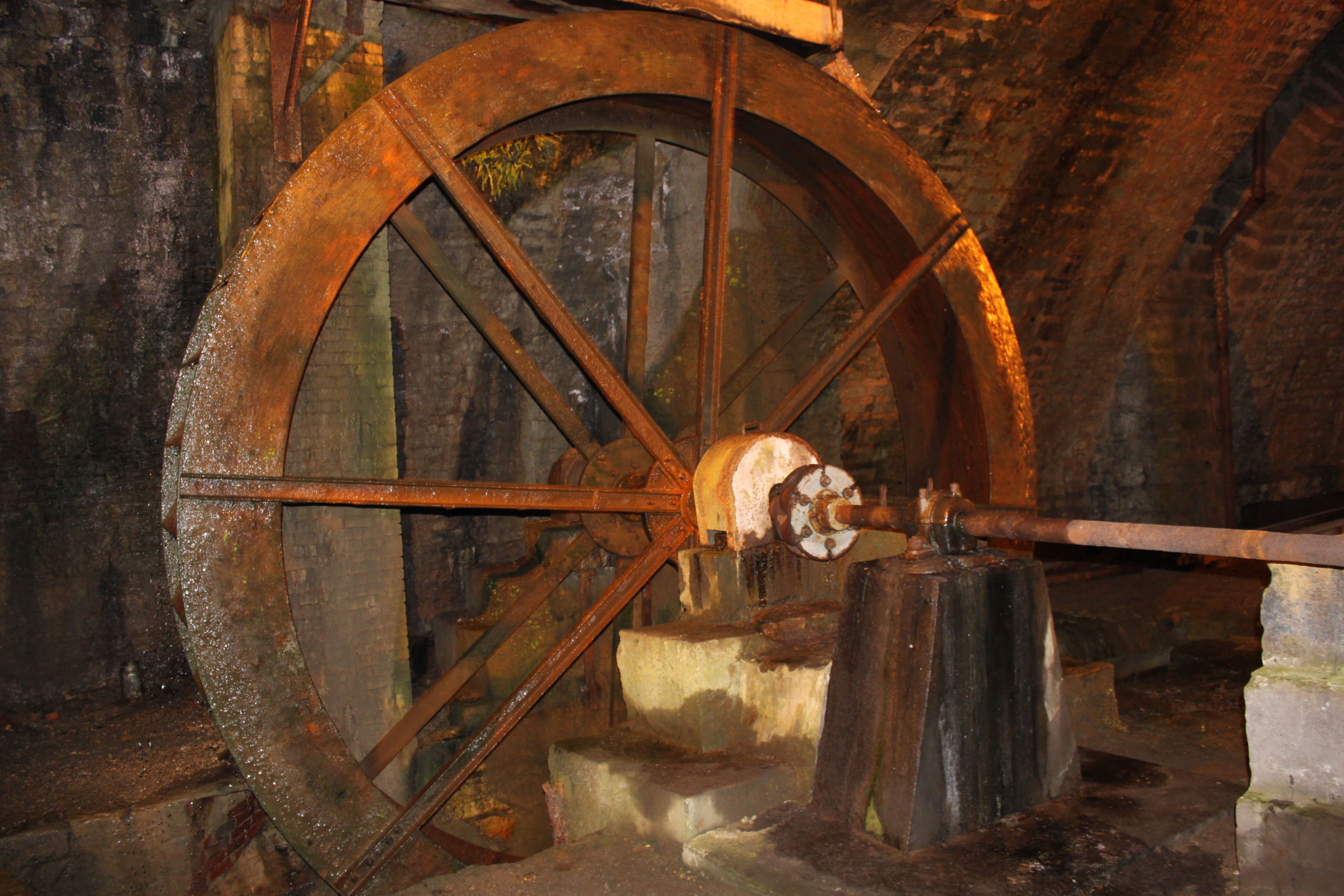
La roue à augets de la grande saline
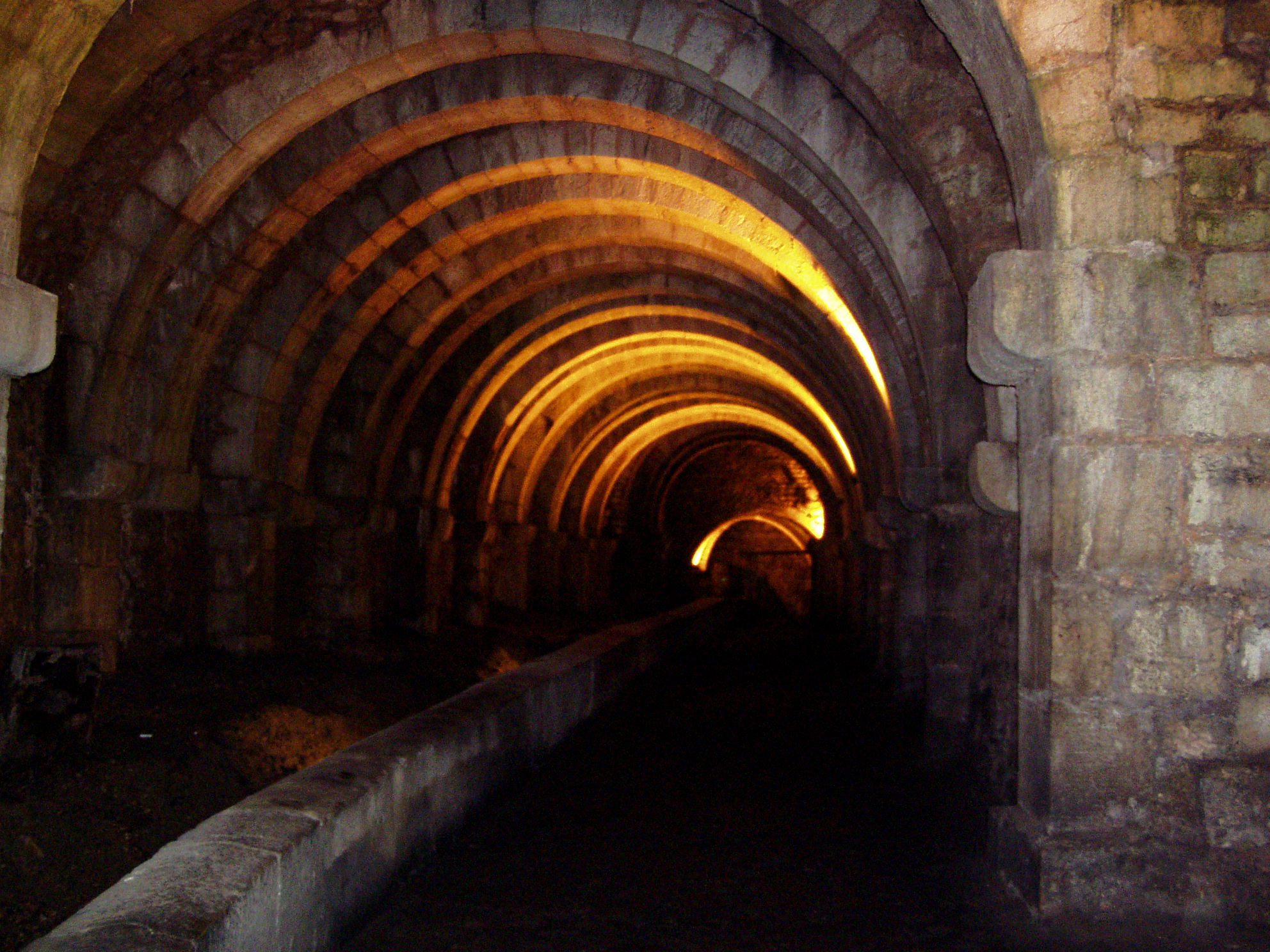
Une partie de la galerie
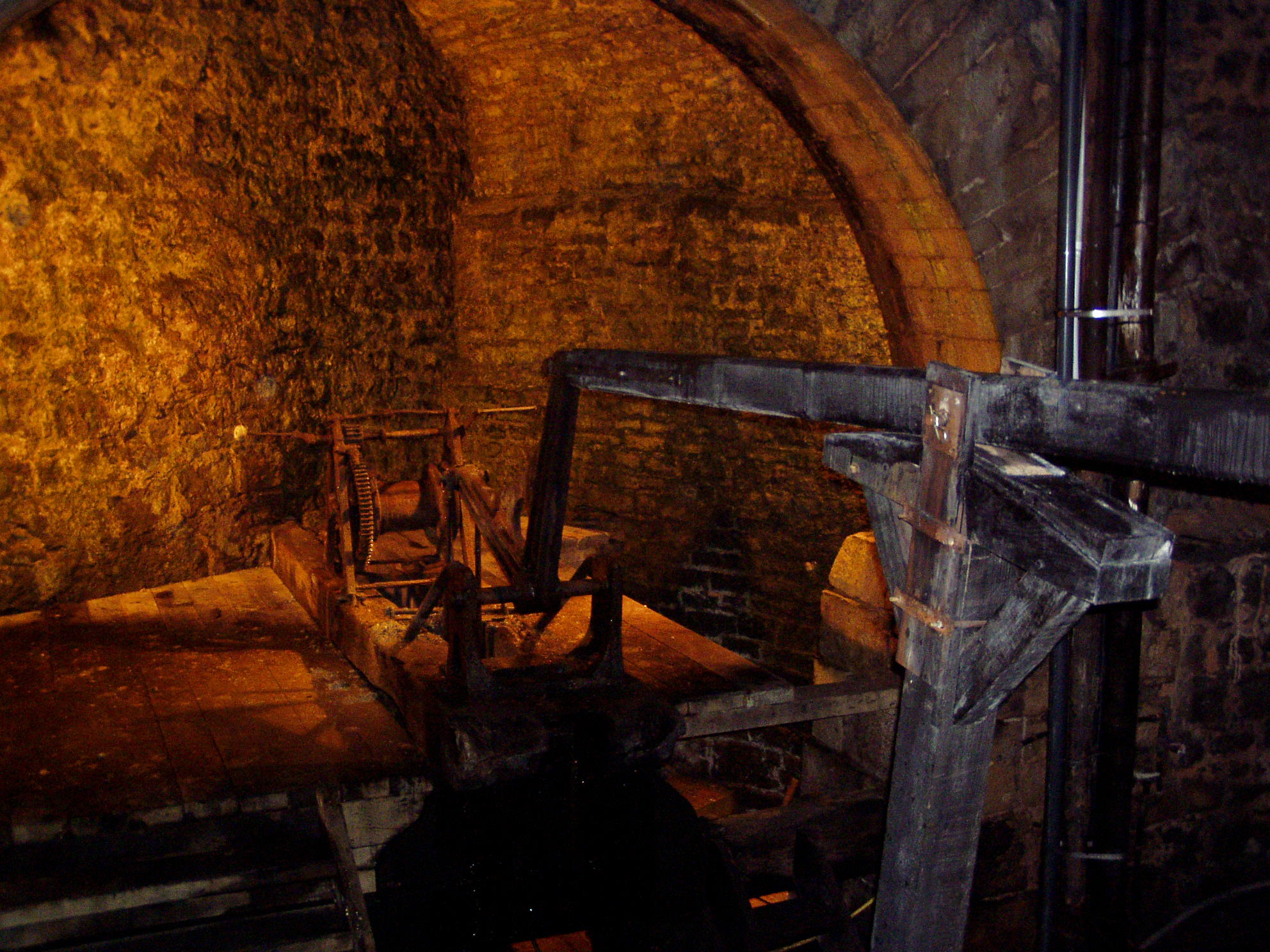
La pompe hydraulique du (19e)
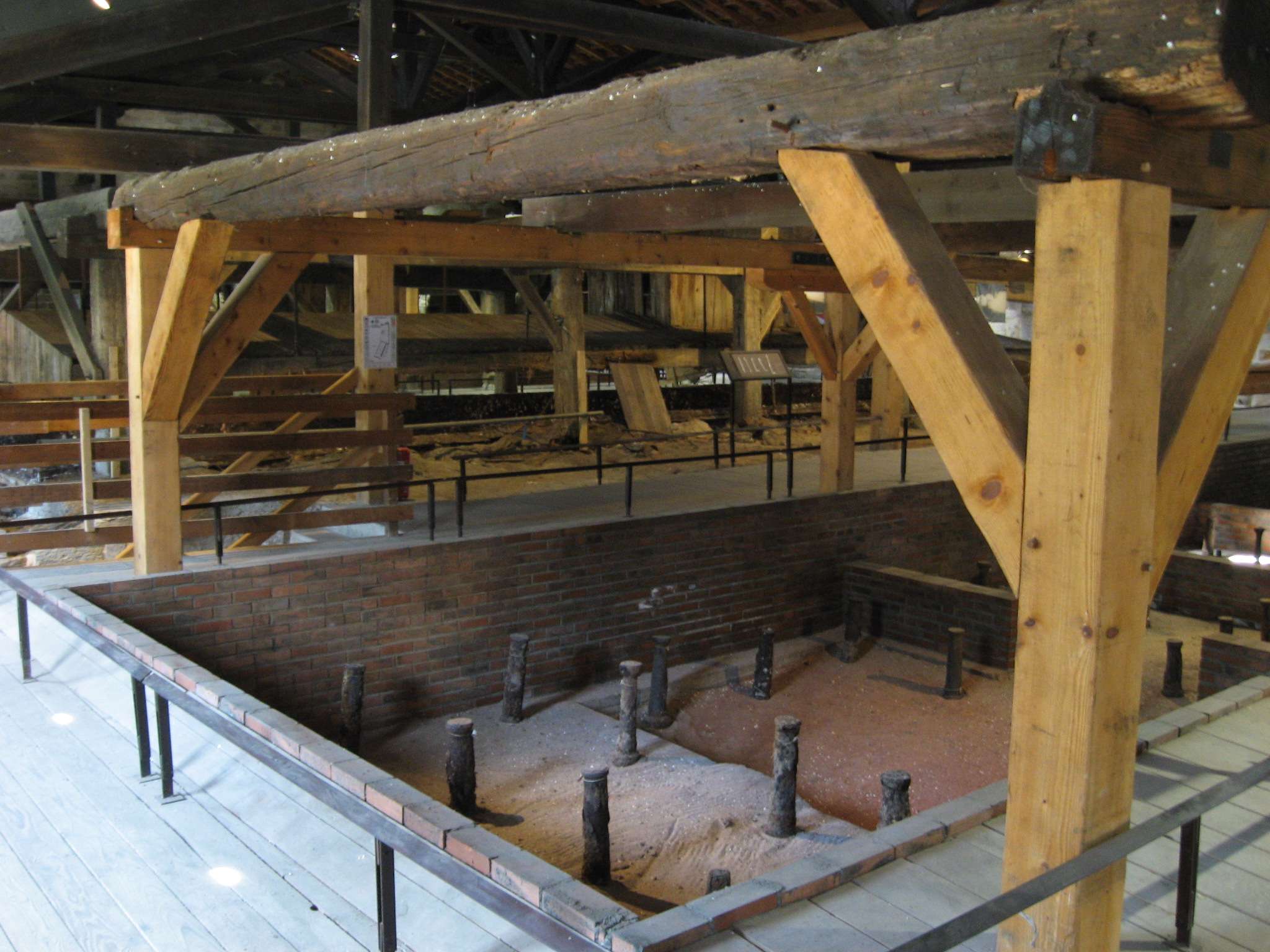
Système d'hypocauste pour chauffer la poêle à sel
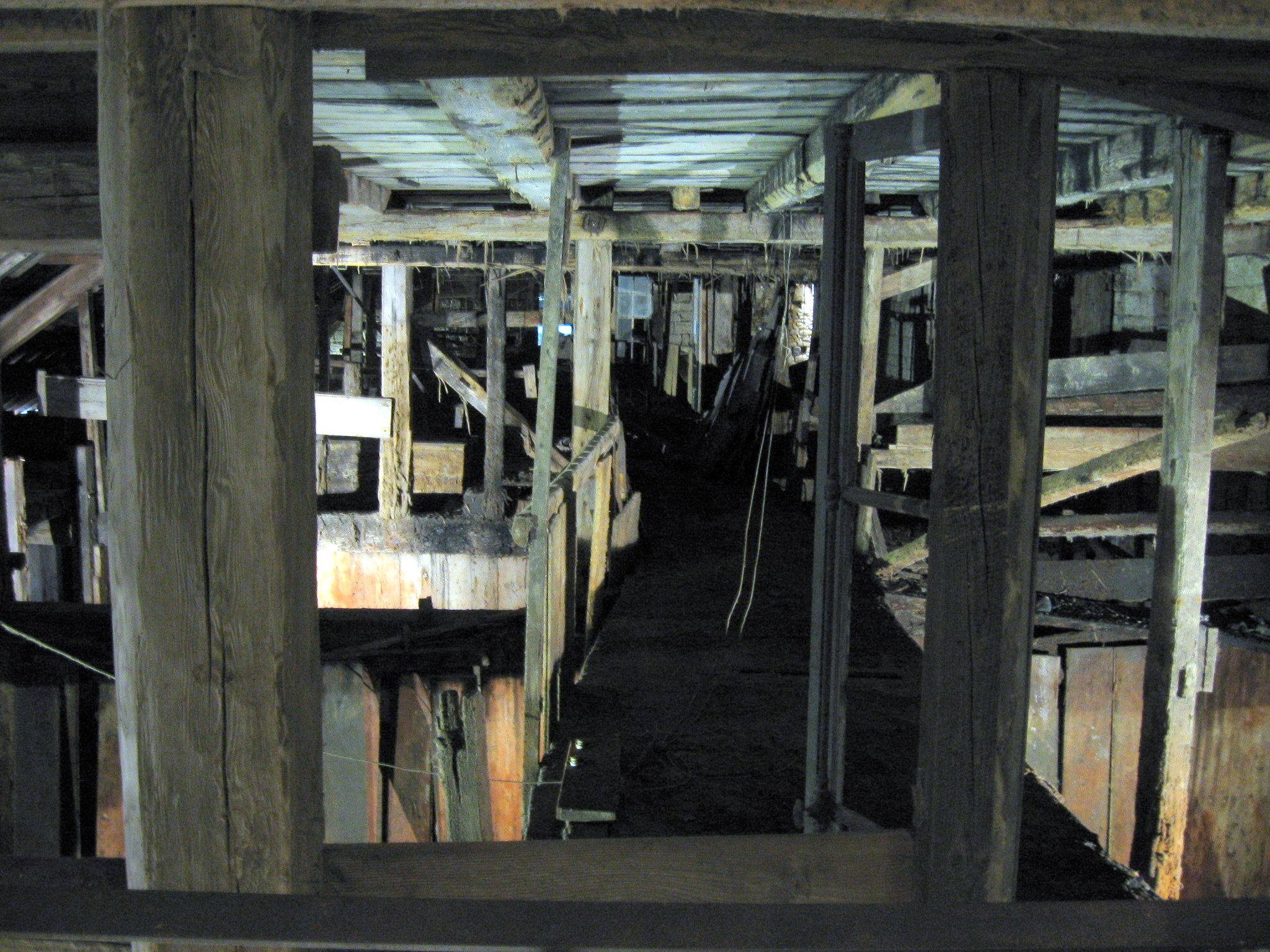
Passage au-dessus du grenier à sel
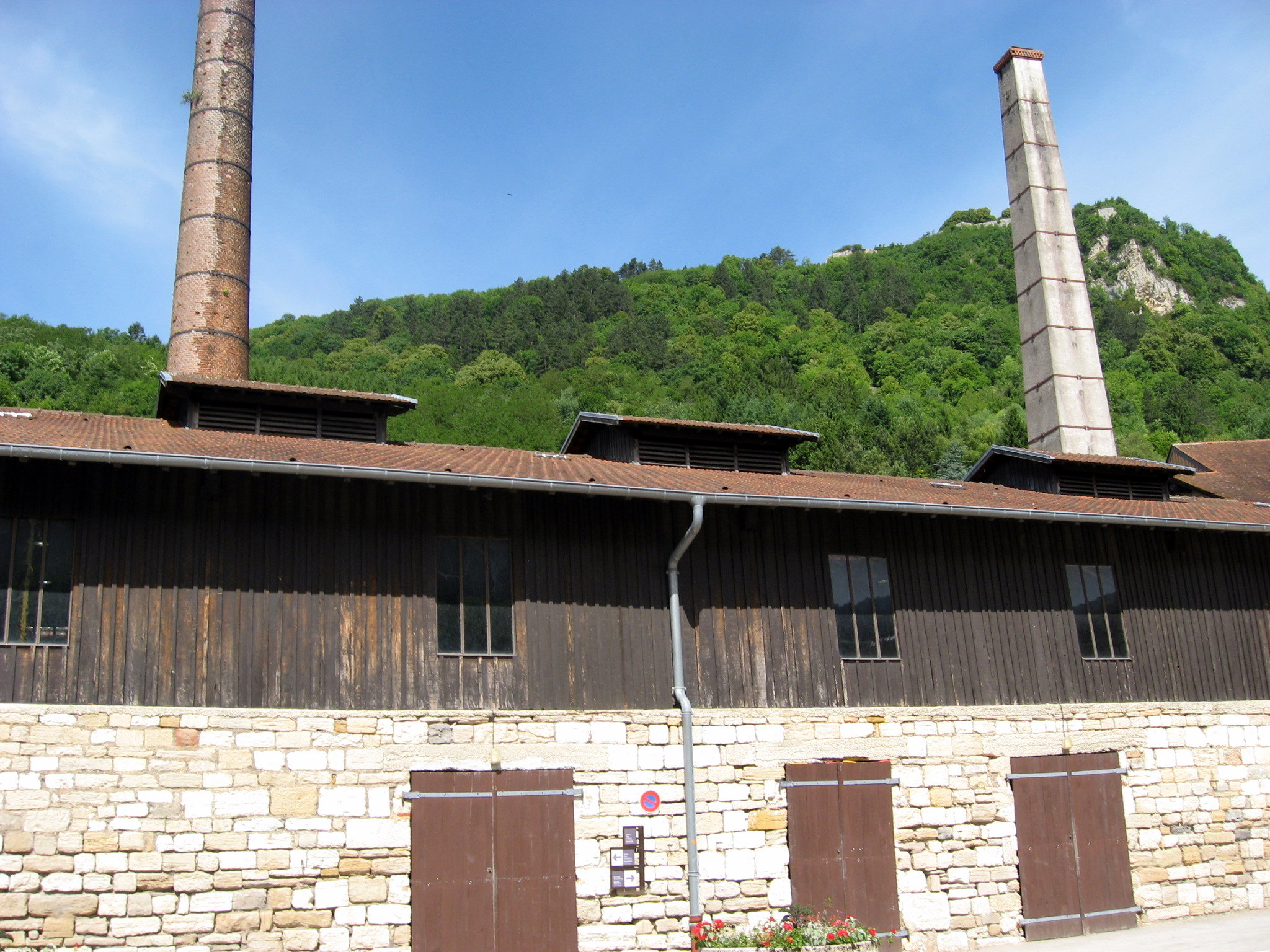
Le bâtiment d'évaporation
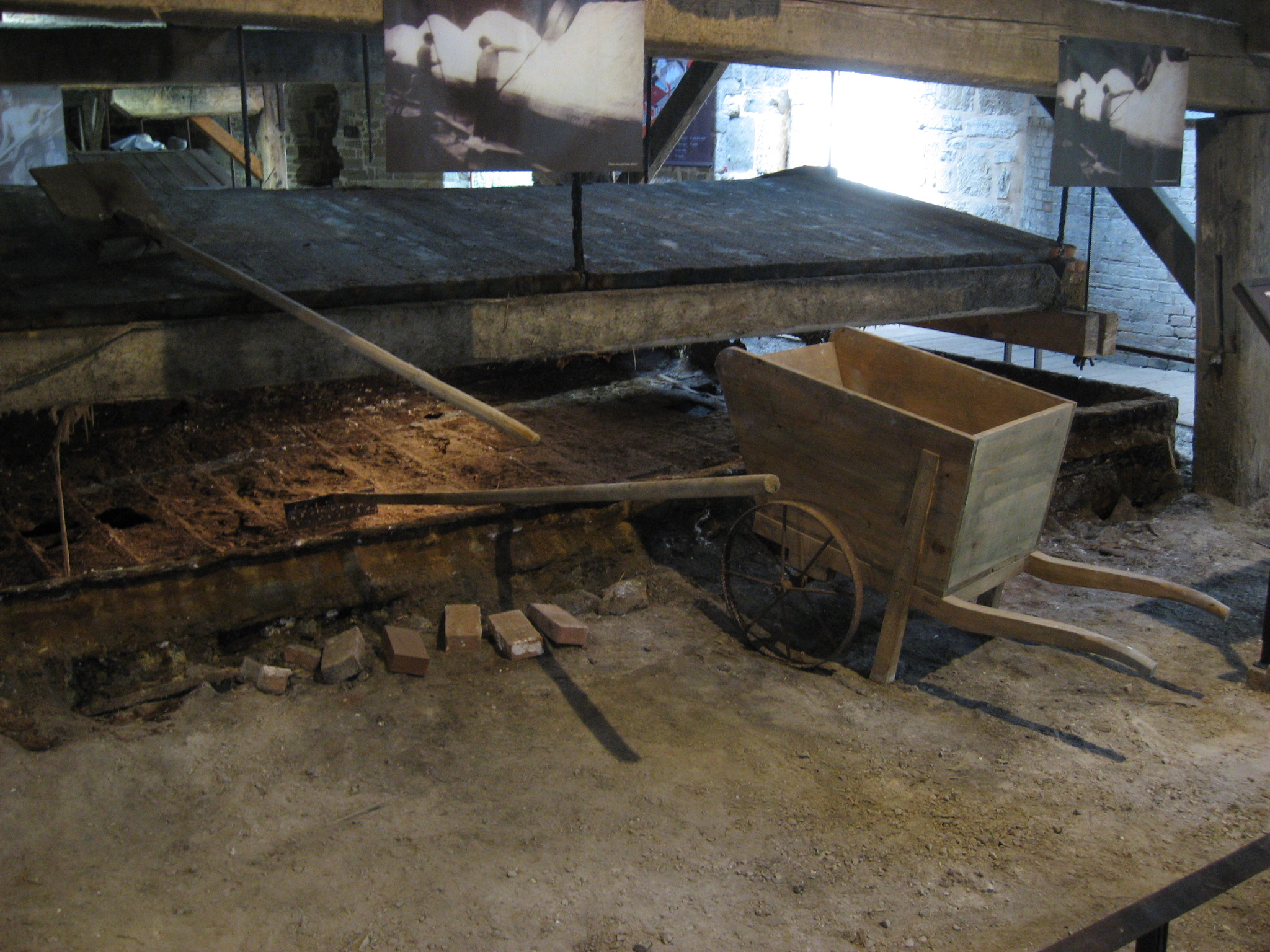
Poêle à sel pour tirer le sel
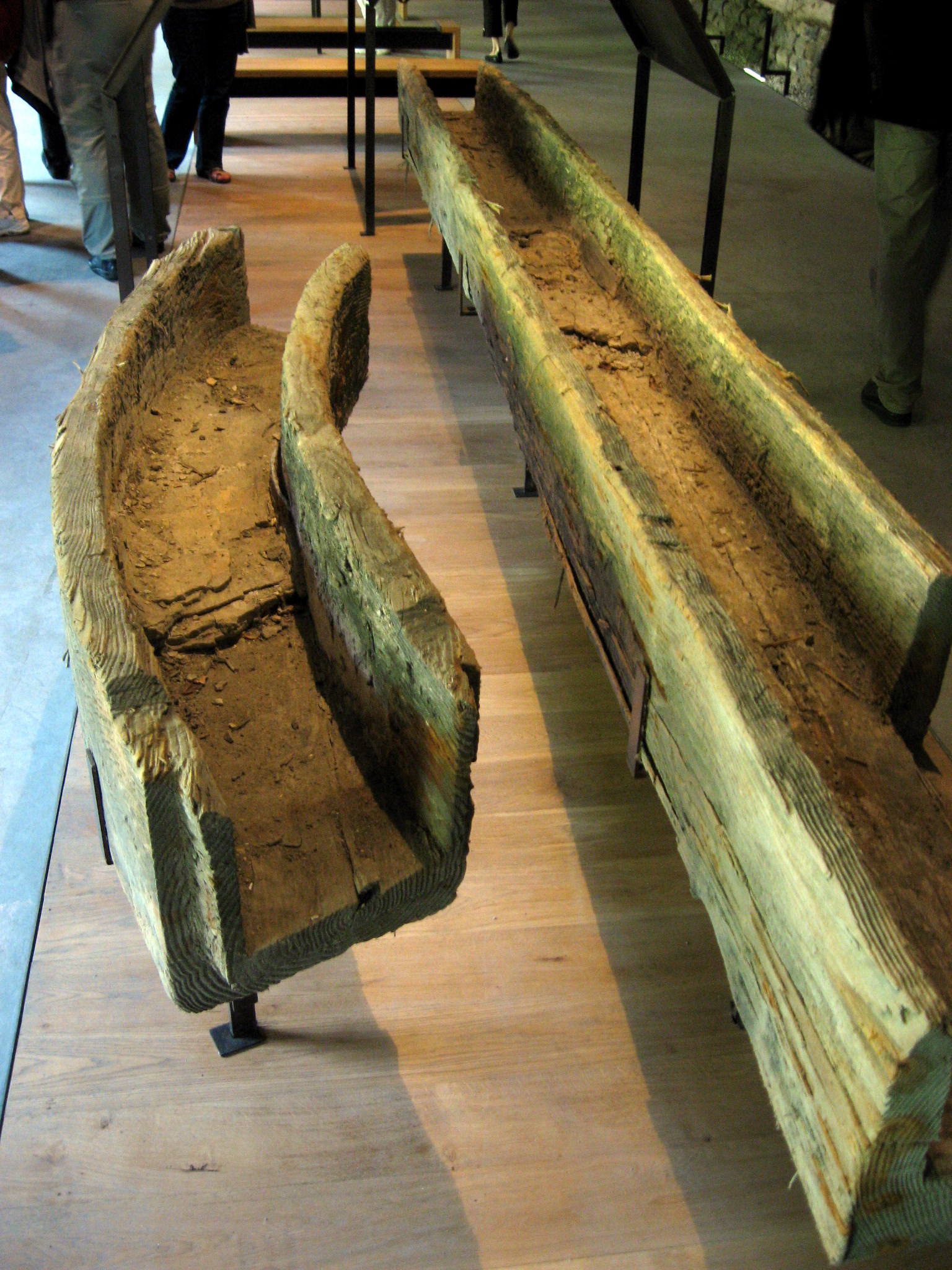
Conduit en bois pour amener la saumure